# Festus (Missouri)
Festus é uma cidade localizada no estado americano de Missouri, no Condado de Jefferson.

## Demografia
Segundo o censo americano de 2000, a sua população era de 9660 habitantes.
Em 2006, foi estimada uma população de 11.202, um aumento de 1542 (16.0%).

## Geografia
De acordo com o United States Census Bureau tem uma área de
12,4 km², dos quais 12,4 km² cobertos por terra e 0,0 km² cobertos por água. Festus localiza-se a aproximadamente 138 m acima do nível do mar.

## Localidades na vizinhança
O diagrama seguinte representa as localidades num raio de 12 km ao redor de Festus.